# Yitzhak Pundak
Yitzhak Pundak (nascido Yitzhak Fundik; em hebraico: יצחק פונדק) (13 de junho de 1913 – 27 de agosto de 2017) foi um general, diplomata e político israelense.

## Vida pregressa
Pundak nasceu em Cracóvia, na Polônia (então parte da Áustria-Hungria) e imigrou para o Mandato Britânico da Palestina em 1933, da Polônia.

## Carreira militar
O serviço militar de Pundak começou com a Haganá. Em 1945, foi instrutor num curso de comandantes de pelotão.
Na Guerra Árabe-Israelense de 1948, Pundak serviu no HISH e nas Forças de Defesa de Israel como comandante do 53º Batalhão da Brigada Givati. Ele comandou a defesa das aldeias de Nitzanim, Negba, Gat e Gal On, incluindo o que foi visto como um fracasso e uma rendição embaraçosa na Batalha de Nitzanim, em 7 de junho de 1948. Em agosto de 1948, foi nomeado chefe da Brigada Oded e participou da Operação Yoav e da Operação Hiram. Em 1951, ele fundou a unidade independente Nahal, que se separou do programa Gadna.  
Em 1952, Pundak viajou para a França para um curso de guerra blindada e retornou à FDI para implementar o que aprendeu. Ele foi nomeado para chefiar o Corpo Blindado em 22 de dezembro de 1953, ajudando a transformá-lo nos Conscritos Blindados (em hebraico: גייסות השיריון)  que empregava uma nova doutrina de combinação de unidades de infantaria blindadas e motorizadas. A mudança foi feita oficialmente em 3 de fevereiro de 1954, e Pundak foi promovido ao posto de General de brigada.  Ele foi pressionado a encerrar seu mandato em 26 de julho de 1956, sendo substituído por Haim Laskov como comandante das forças blindadas.  Durante a sua vida, ele acusou um certo oficial do corpo blindado de ter explorado uma falha no Corpo de Artilharia e retratou-a como uma falha pessoal de Pundak.  Ele também disse que lhe foi prometido o posto de Major-general (Aluf) em 1959, mas que a promessa foi quebrada. Em 2013, ao completar 100 anos, recebeu a patente.
Em 1971, Pundak retornou às FDI após uma nomeação do Ministro da Defesa Moshe Dayan para o cargo de governador na Península do Sinai e na Faixa de Gaza. Durante seu mandato, ele propôs evacuar os refugiados palestinos de Gaza para uma nova cidade no Sinai, mas encontrou forte oposição do chefe do Comando Sul, Ariel Sharon.

### Relações com Ariel Sharon
Pundak serviu com o Major-General Ariel Sharon no Comando Sul durante seus anos como governador do Sinai e de Gaza. Ele geralmente desaprovava as ações de Sharon, dizendo que Sharon "fazia uma coisa suja após a outra". Ele também discordou dos métodos de Sharon para combater a militância palestina na Faixa de Gaza e, em vez disso, defendeu a melhoria das condições de vida na área. Shlomo Gazit, um general aposentado da FDI e acadêmico, escreve que o Ministro da Defesa da época, Moshe Dayan, criou o cargo civil de governador precisamente para limitar a jurisdição de Sharon e nomeou Pundak para o cargo para servir como "um excelente 'cão de guarda'". O plano tinha grandes inconvenientes porque as duas administrações (a de Sharon e a de Pundak) estavam em desacordo e foram emitidas ordens conflitantes, reduzindo a eficiência do sistema.
Apesar disso, Pundak defendeu um plano de retirada unilateral da Faixa de Gaza após a Primeira Intifada, que acabou por ser levado a cabo por Sharon em 2005. De acordo com a edição de setembro de 2004 do The Washington Monthly, Pundak também criticou Yasser Arafat por não aceitar a proposta de paz de Ehud Barak na Cúpula de Camp David de 2000, e disse que votaria em Sharon na próxima eleição.

## Carreira pública
Pundak administrou o Conselho Regional de Arad a partir de junho de 1962, substituindo Aryeh Eliav. Em 1965, o governo israelense decidiu criar um conselho local em Arad e Pundak foi nomeado seu primeiro chefe. Ele foi substituído por Ze'ev Haimoni após uma eleição em 1966.
Pundak recebeu seu primeiro posto diplomático sênior em novembro de 1965, quando foi nomeado embaixador israelense na Tanzânia. Mais tarde, serviu como embaixador responsável pela Guatemala e El Salvador, e como chefe da delegação da Agência Judaica na Argentina no auge da Guerra Suja, após a qual se aposentou de todos os cargos públicos.

## Obras publicadas
- Cinco Missões (2000; em hebraico: חמש משימות)
- Um homem para todas as gerações (2005; em hebraico: אדם לכל עת)
- Brigada Givati – Batalhão 53 (coautor), 2006;